# Friedrichstadt-Palast
Het Friedrichstadt-Palast is een revuetheater dat over een moderne toneeltechnologie beschikt. In 1984 werd het in Berlin Mitte gebouwd. Het is een van Europa's toonaangevende theaters waarin deze kunstvorm voor het voetlicht wordt gebracht. Een van de features die alle aandacht opeisen is de traditionele rij danseressen.

## Eerste gebouw
De geschiedenis van het Friedrichstadt-Palast gaat terug tot een vroegere markthal op 200 meter ten zuidwesten van de huidige locatie. In 1867 was het officiële adres: Am Zirkus 1.
Het pand werd in 1873 omgebouwd tot een circusarena met 5000 zitplaatsen. In de daarop volgende tientallen jaren wisten de Salamonsky, Renz en het Schuman Circus met hun voorstellingen het publiek in hun ban te krijgen.
In 1910 was de markthal omgebouwd tot een grote arena waar Max Reinhardt zijn eerste theatervoorstellingen opvoerde. Reinhardt besloot het pand opnieuw te bouwen met de nieuwe functie in gedachte. Dit werd uitgevoerd door Hans Poelzig, de vermaarde architect. Het gebouw had een draaiend toneel met een doorsnede van 18 meter en had een bewegend proscenium. Hier werden moderne verlichtings- en effectentechniek aan toegevoegd.

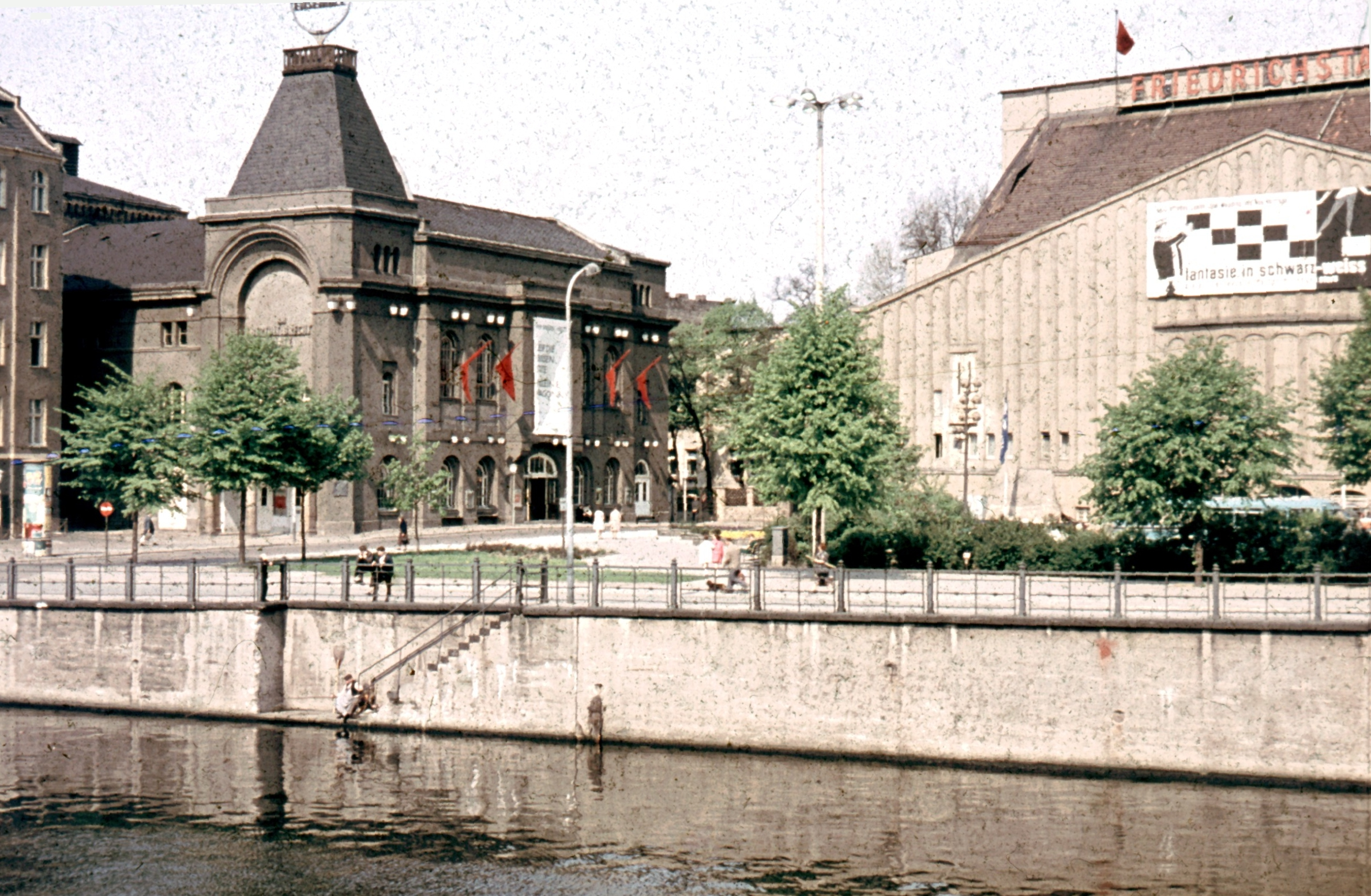
Uitzicht op het oude Friedrichstadt-Palast (rechts) vanaf de Spree

In 1924 bracht de nieuwe directeur Erik Charell moderne revues en sterren als de Comedian Harmonists of La Jana op het toneel. Tijdens de Naziperiode is het theater hernoemd tot Theater des Volkes. Er werden laat-burgerlijke operettes opgevoerd.
Als gevolg van herhaalde luchtaanvallen begin 1945 heeft het gebouw het meest te verduren gekregen. Na het einde van de oorlog heropende Marion Spadoni het theater in mei 1945. Het werd Palast Varieté genoemd en beschikte over 3500 zitplaatsen. En voor het eerst stond er een kinderensemble op het toneel.
In 1948 nam de gemeente Berlijn de faciliteiten over, waarmee de oorspronkelijke naam Friedrichstadtpalast weer terugkwam.
Op 29 februari 1980 werd het gebouw gesloten vanwege een sterke verzakking van de fundering en aantasting van de heipalen.  Nadat in 1985 het ensemble naar het nieuwe gebouw was verhuisd, werd vrijwel onmiddellijk het 120 jaar oude gebouw gesloopt.

## Het theater nu
Tegenwoordig is het Friedrichstadt-Palast het grootste en modernste showpaleis van Europa. Op 27 april 1984 werd het nieuwe Friedrichstadt-Palast geopend. Het is 80 meter breed, 110 meter lang en heeft een vloergedeelte van 195.000 kubieke meter. 

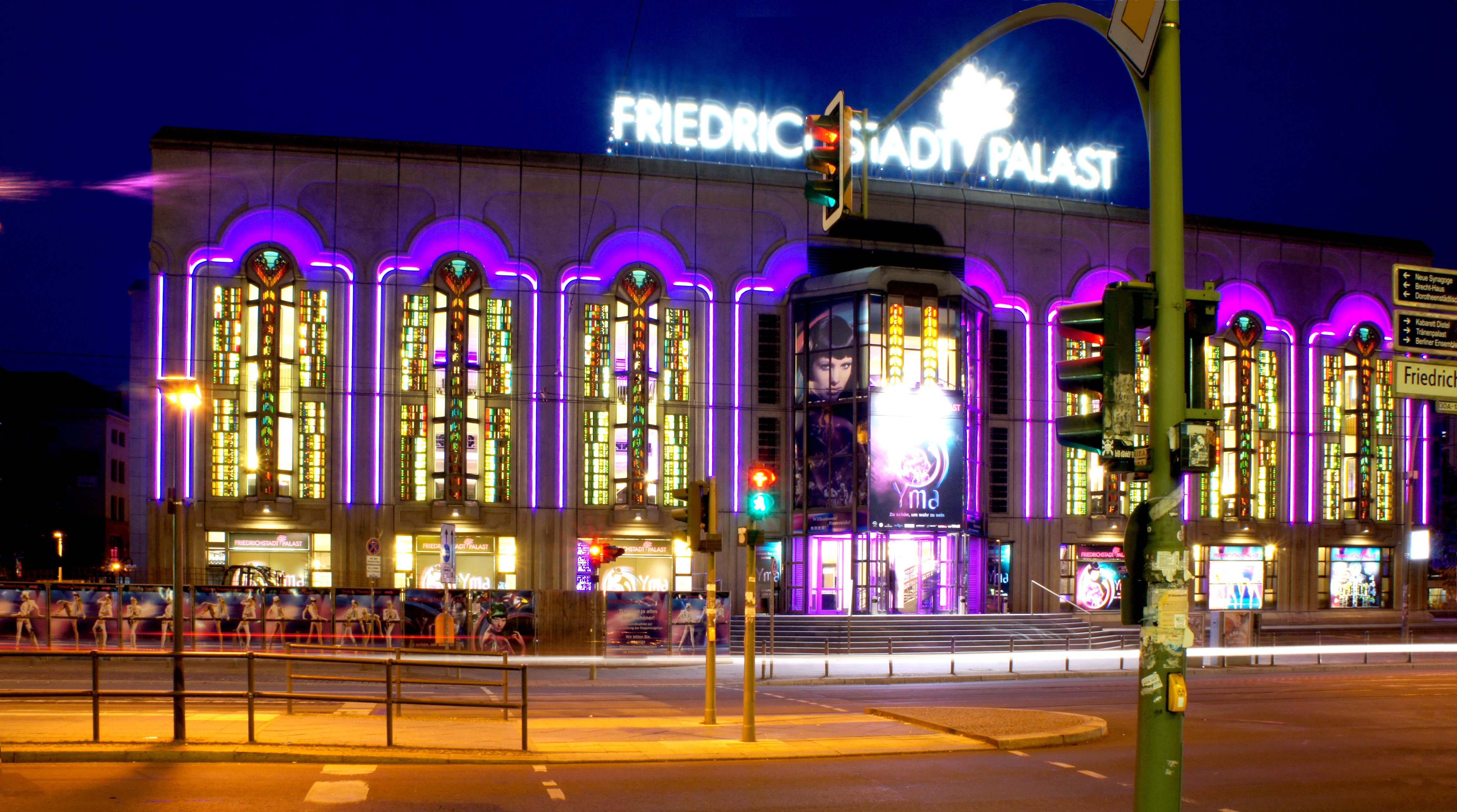
Friedrichstadt-Palast

De grote zaal van het Friedrichstadt-Palast, met 1895 zitplaatsen, wordt regelmatig voor voorstellingen gebruikt. Met zijn 2854 vierkante meter is de toneelvloer de grootste ter wereld. De 24 meter brede boog van het voortoneel is de breedste van Europa.
Het Friedrichstadt-Palast is uniek in zijn programmering die uiteenloopt van o.a. kindershows tot gastoptredens en festivalgala's. Het Palast is gespecialiseerd in complexe buitenissige voorstellingen waarbij gebruik wordt gemaakt van state-of-the-art verlichting- en toneeltechniek, ruim 100 artiesten en hoogstgestileerde acrobatische nummers.
Na grote in de miljoenen belopende investeringen, blijft het Friedrichstadt-Palast Europa's grootste en modernste showpaleis. Thans is het Friedrichstadt-Palast bekend om zijn unieke programma en de omvang van het theater. Het is hier dat de grote Berlijnse revuetraditie voortleeft. De dialoog op het toneel ontbreekt vrijwel geheel, waardoor de shows geschikt zijn voor internationale gasten.